# Six Flags St. Louis
Six Flags Over Mid America/St. Louis (Antes llamado Six Flags Over Mid America) es un parque temático que se encuentra en Eureka, Misuri. El parque fue abierto el 5 de junio de 1971 y consta de 40 atracciones en total.

## Admisión
- Adultos: $64.99 dlls
- Niños: $39.99 dlls
- Menores de 2 años: Gratis
- Estacionamiento: $17 dlls
- Play Pass

## Áreas del parque
| Áreas del parque                                |
| ----------------------------------------------- |
| Illinois (1989-presente)                        |
| Studio Backlot (2001-presente)                  |
| Britannia (1994-presente)                       |
| DC Comics Plaza (1997 - presente)               |
| Choteau's Market (1995 - presente)              |
| 1904 World's Fair (1993 - presente)             |
| Gateway To The West (1993 - presente)           |
| Parque Nacional de Bugs Bunny (2006 - presente) |